# NGC 5381
NGC 5381 (również OCL 915 lub ESO 133-SC11) – gromada otwarta znajdująca się w gwiazdozbiorze Centaura. Odkrył ją John Herschel 3 maja 1835 roku. Jest położona w odległości ok. 3,8 tys. lat świetlnych od Słońca.